# 宾川花楸
宾川花楸（学名：Sorbus obsoletidentata）为蔷薇科花楸属的植物，为中国的特有植物。分布在中国大陆的云南等地，目前尚未由人工引种栽培。

## 同物異名
- Pyrus obsoletidentata Cardot （基本名）